# بولينا هارييت
بولينا هارييت (بالإسبانية: Paulina Harriet)‏ هي سيدة أعمال إسبانية، ولدت في 1811 في Halsou ‏ في فرنسا، وتوفيت في 16 نوفمبر 1891 في بلد الوليد في إسبانيا.